# Noah and the Whale
I Noah and the Whale erano un gruppo inglese indie rock/folk di Twickenham, Londra.
Il loro album di debutto (pubblicato nell'agosto 2008) Peaceful, the World Lays Me Down è entrato nella classifica europea dei 100 album per Billboard. Hanno collaborato spesso con loro Laura Marling e Emmy the Great. La band ha partecipato a festival importanti quali Leeds, Latitude, SXSW, V Festival e Glastonbury.

## Origine del nome
Il nome del loro gruppo è dovuto al film del regista Noah Baumbach, Il calamaro e la balena (The Squid and the Whale).

## Formazione

### Formazione attuale
- Charlie Fink - chitarra, voce, ukulele (2006-presente)
- Tom Hobden - violino, tastiere (2006-presente)
- Matt "Urby Whale" Owens - basso (2006-presente)
- Michael Petulla - batteria (2010-presente)
- Fred Abbott - chitarra (2006-presente)

### Ex componenti
- Doug Fink - batteria
- Laura Marling - voce (2008)
- Emmy the Great - voce
- Jack Hamson - batteria (2009-2010)

## Discografia

### Album studio
| Anno | Titolo                           | Etichetta       | Classifica UK |
| ---- | -------------------------------- | --------------- | ------------- |
| 2008 | Peaceful, the World Lays Me Down | Vertigo Records | 5             |
| 2009 | The First Days of Spring         | Vertigo Records | 16            |
| 2011 | Last Night on Earth              | Vertigo Records | 8             |
| 2013 | Heart of Nowhere                 | Vertigo Records | 13            |

### Singoli
| Anno                                                  | Titolo                       | Posizione più alta | Posizione più alta | Posizione più alta | Posizione più alta | Album                            |
| Anno                                                  | Titolo                       | UK                 | AUT                | BEL (FLA)          | IRL                | Album                            |
| ----------------------------------------------------- | ---------------------------- | ------------------ | ------------------ | ------------------ | ------------------ | -------------------------------- |
| 2007                                                  | 5 Years Time                 | —                  | —                  | —                  | —                  | Peaceful, the World Lays Me Down |
| 2008                                                  | 2 Bodies 1 Heart             | —                  | —                  | —                  | —                  | Peaceful, the World Lays Me Down |
| 2008                                                  | Shape of My Heart            | —                  | —                  | —                  | —                  | Peaceful, the World Lays Me Down |
| 2008                                                  | 5 Years Time (ristampa)      | 7                  | 59                 | 72                 | 10                 | Peaceful, the World Lays Me Down |
| 2008                                                  | Shape of My Heart (ristampa) | 94                 | —                  | —                  | —                  | Peaceful, the World Lays Me Down |
| 2009                                                  | Blue Skies                   | 95                 | —                  | —                  | —                  | The First Days of Spring         |
| 2011                                                  | L.I.F.E.G.O.E.S.O.N.         | 14                 | —                  | —                  | 26                 | Last Night on Earth              |
| 2011                                                  | Tonight's the Kind of Night  | —                  | —                  | —                  | —                  | Last Night on Earth              |
| 2011                                                  | Life Is Life                 | —                  | —                  | —                  | —                  | Last Night on Earth              |
| "—" Denota che il singolo non è entrato in classifica |                              |                    |                    |                    |                    |                                  |